# Seleção Alemã de Rugby Union
A Seleção Alemã de Rugby Union é a equipe que representa a Alemanha em competições internacionais de Rugby Union.

## Ligações Externas
- http://rugbydata.com/germany